# Common Intermediate Language
Common Intermediate Language (CIL) je nižjenivojski jezik, ki ga definira specifikacija Common Language Infrastructure (CIL). Jezik je berljiv in ni je namenjen abstrakciji platforme, na kateri se izvajajo programi, napisani v jezikih skladnih s CLI.
Programski jeziki, ki ciljajo CLI, se najprej prevedejo v CIL, to kodo pa izvajalsko okolje ob izvajanju sproti prevaja v strojno kodo. To omogoča učinkovito optimizacijo glede na dejansko platformo, kjer se program izvaja, prenosljivost med različnimi platformami ter poljubno povezovanje delov programov, ki so napisano v različnih jezikih skladnih s specifikacijo CLI.